# Felsritzung von Ladybower Tor

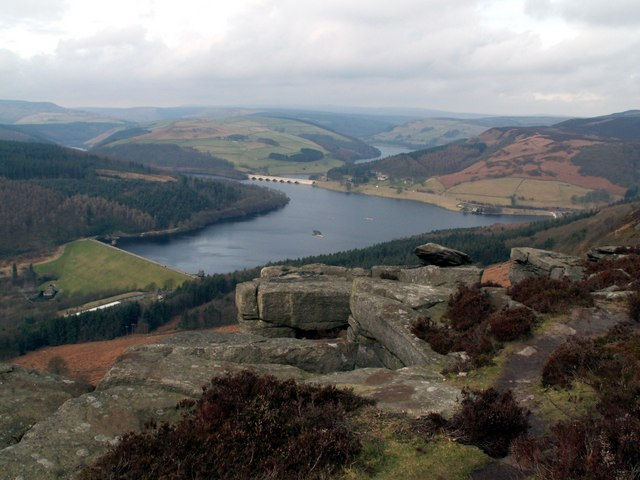
Ladybower Tor

Die Felsritzung von Ladybower Tor befindet sich auf der östlichen Seite des Ladybower Tor in Derbyshire in England in einem Durcheinander von Felsen. Sie ist erodiert und daher nur schwer zu erkennen.
Die Petroglyphen sind in die flache Oberfläche eines Felsblocks geritzt, der sich unter dem höchsten Felsen des Aufschlusses (englisch outcrop) befindet. Die Motive bestehen aus einem kleinen Ringpaar in der Nähe des Randes und einem größeren, offenen Ring, der in der Mitte etwa 5-sternförmig einige kurze, zumeist T-förmgige Ritzungen enthält. Was dieses zentrale Merkmal sein kann, ist unklar. Es wurde als Hakenkreuz interpretiert, hat aber wenig Ähnlichkeit mit dem Beispiel auf den Felsritzungen im Ilkley Moor in West Yorkshire.
In der Nähe liegt der Steinkreis von Hordron Edge.